# Маргелов, Степан Прохорович
Маргелов Степан Прохорович — белорусский ученый, кандидат экономических наук, преподаватель Института народного хозяйства. Разрабатывал теорию размещения в БССР технических сельскохозяйственных культур и промышленности по использованию сельскохозяйственного сырья.

## Биография
Родился 28 марта 1902 г., в д. Россоховичи Костюковичского района Могилевской области. Член КПСС с 1925 г. В 1927 г. окончил Белорусскую сельскохозяйственную академию, в 1930 г. аспирантуру при НИИ сельского и лесного хозяйства им. В. И. Ленина. С 1931 г. в Институте экономики БелАН: ученый секретарь института, заведующий секцией экономической географии, одновременно преподавал в Институте народного хозяйства(1933—1935). В 1934 году стал кандидатом экономических наук.
Арестован 23 января 1937 года. Внесудебным органом НКВД (по другой информации — Военной коллегией Верховного суда БССР) приговорен как «член с 1927 года антисоветской террористической шпионской вредительской организации» к высшей мере наказания с конфискацией имущества. На момент ареста проживал по адресу: г. Минск, Борисовский тракт, д. 54а, кв. 11.
Был женат, имел двоих дочерей, которых звали Нона и Янина. Был расстрелян 29 ноября 1937 года в минской тюрьме НКВД. Реабилитирован Военной коллегией Верховного суда БССР 19.7.1957 г. Личное дело Маргелова № 10673-с хранится в архиве КГБ Беларуси.

## Личная жизнь
Маргелов С. П. как мог пытался спасти себя и свою семью от раскручивающегося маховика репрессий. И в начале 1930-х годов ему это удалось сделать. Даже его научные связи с представителями белорусской организационно-производственной школы, к которой, например, принадлежал его научный руководитель Г. Горецкий, были прощены С. П. Маргелову взамен на то, что он напишет обвинительные статьи на этих экономистов. И он написал. Видно, что в этих своих обвинительных работах он старался как можно меньше переходить на личности и старался как говорят научным языком критиковать взгляды своих наставников. Однако спустя несколько лет ему все равно припомнили его научную деятельность, начиная с 1927 года. Ему не удалось спасти от репрессий ни себя, ни что самое главное, не удалось обезопасить от репрессий свою семью.
5 ноября 1937 года была арестована и супруга Степана Маргелова — Серафима Георгиевна Гомонова. Она проживала по тому же адресу: г. Минск, Борисовский тракт, д. 54а, кв. 11. На момент ареста работала лаборанткой на Дрожжевом заводе «Красная Заря» в Минске, а также являлась аспиранткой Института экономики АН БССР. Она родилась 27 июня 1904 года в г. Горки Могилевской губернии в семье рабочего. Имела высшее образование. Как и муж окончила Горецкую сельскохозяйственную академию. Была арестована 28 ноября 1937 года (примеч. за один день до расстрела мужа; это указывает на то, что их дела рассматривались вместе. В. А.). Особым совещанием при НКВД как «член семьи предателя родины, осужденного к расстрелу» по статьям 24-68, 24-70 и 76 УК БССР была приговорена к 8 годам исправительно-трудовых лагерей. Направлена через Оршу в НКВД Казахской ССР. Освобождена 9 ноября 1945 года. Реабилитирована 2 ноября 1956 года Военным трибуналом Белорусского военного округа. Личное дело Гомоновой № 7215-с хранится в архиве КГБ Беларуси. Вернулась на Родину только в 1958 году. Умерла в 1969 году. Похоронена на восточном кладбище в Минске.
Дочери Серафимы Гомоновой и Степана Маргелова — Нона (1929 г.р.) и Янина (1931 г.р.) были арестованы вместе с мамой, но увезены чекистами из дома на разных машинах. До войны они находились в Украине в спецлагере для детей врагов народа. От дочери расстрелянного вместе с их отцом писателя и государственного деятеля Я. Неманского (Петровича) Лидии узнали, где находится их мама. В послевоенное время жили с ней в Ташкентской области Туркменской ССР (Чиназский район, ст. Вревская). Окончили школу ветеринарных фельдшеров. Мама — Серафима Георгиевна — работала в племсовхозе зоотехником по племенному делу. В 1953 году старшая дочь Маргелова — Нона, не выдержав сложных условий жизни повесилась. Младшая дочь Янина после приезда в Минск работала в одной из больниц города. С 1986 г. на пенсии.

## Научная деятельность
Разрабатывал теорию размещения в БССР технических сельскохозяйственных культур и промышленности по использованию сельскохозяйственного сырья. Был одним из руководителей по составлению Большого атласа БССР.
Являлся одним из руководителей группы по составлению Большого атласа БССР и автором первого в Беларуси учебника по экономической географии, который был издан в 1936 году.
Работы по размещению промышленности, сельского хозяйства, по народонаселение Беларуси. Участвовал в экономическом исследовании районов Беларуси.

## Труды
- Да пытання аб рэсурсах Палесся БССР. Мн., 1933;
- Эканамiчная геаграфiя БССР. Мн., 1936 (у сааў.).